# 海底大戦争
『海底大戦争』（かいていだいせんそう、Water Cyborg or Terror Beneath the Sea ）は、1966年の日本・アメリカ合作映画。主演：千葉真一。監督：佐藤肇。製作：東映、ラム・フィルム。カラー、スタンダード、83分。

## 概要
深海改造人間を造りあげ、海底王国を築こうとする狂信的科学者に、日本人記者とアメリカ人女性カメラマンが立ち向かう、怪奇ミステリ・アクション・SF・サスペンス・冒険が盛り込まれた作品。水中撮影・特殊撮影を駆使し、随所に特撮で演出された展開により、迫力ある映像となっている。

## ストーリー
アメリカ海軍の潜水艦による新型水中ミサイル実験中、モニターに謎の人影が横切るのが目撃される。取材のため立ち会っていた日本の新聞記者・安部とアメリカの女性カメラマン・ジェニーは謎を探るため、人影が現れた海域に潜り、海底の洞窟で半魚人のような怪物に遭遇する。
拉致され、謎の海底基地で目覚めた2人は、世界征服を企む悪の科学者・ムーア博士から怪物の正体が「深海サイボーグ」であることを明かされる。ムーア博士は野望のために改造人間の専門家を集め、人間をさらっては自我のない怪物に改造し、「海底王国」の兵士として育成していた。安部とジェニーも改造機に閉じ込められ、肉体が徐々に変容していく。
同じく怪物に拉致されたハワード教授が基地のコントロール盤を破壊したため、怪物が人間に攻撃を始め、基地内は大混乱に陥る。安部とジェニーは怪物になる寸前にハワード教授に救われる。怪物と基地の人々は同士討ちになり、3人とムーア博士だけが生き残る。基地の所在を探知した海軍の潜水艦がミサイルを撃ち込んだため、基地全体の爆発が迫ったが、ムーア博士を倒した3人は脱出に成功する。ハワード教授の治療によって安部とジェニーの姿は元通りになり、潜水艦は帰路につく。

## キャスト
- 千葉真一 - 安部

- ペギー・ニール - ジェニー・グリアゾン
- フランツ・グルーバー - ブラウン中佐
- アンドル・ヒューズ - ハワード教授
- エリック・ニールセン - ルハス・ムーア博士
- マイク・ダニーン - ヨゼフ・ハイム博士
- ビバリー・ケラー - ルイーザ
- ブラウン・ガンター - 潜水艦艦長
- 三重街恒二 - チャン
- 菅沼正 - 西田
- 室田日出男 - 海底基地技官A
- 山之内修 - 海底基地技官C
- 岡野耕作 - 中村
- 水城一狼 - 海底基地技官D
- 富士あけみ - 研究員
- エンベル・アルテンバイ - 記者A
- ハンス・ホルネフ - ビル・サービル
- ジョン・クレイン - リチャード
- ピーター・スミス - 記者C
- ブラウン・ケラー - 士官B
- カール・スィリング - 士官C
- 比良元高
- 並木喜一
- 大竹直樹

ノンクレジット
- P.ヌーチョ - 記者B
- シュミデル - 士官A
- B.ハリウラ - 士官E
- D.ウルフ - 海底基地技官B

## スタッフ
- 監督 - 佐藤肇

- 企画 - 亀田耕司、吉野誠一
- 原案 - 福島正実
- 脚本 - 大津皓一
- 撮影 - 下村和夫
- 録音 - 岩田広一
- 照明 - 森沢淑明
- 美術 - 江野慎一
- 特殊撮影 - 東映東京制作所特殊技術部（矢島信男・山田孝・武庫透）
- 水中撮影 - 館石昭（水中造形センター）
- 音楽 - 菊池俊輔
- 編集 - 祖田冨美夫
- 助監督 - 館野彰
- 進行主任 - 河野正俊
- 現像 - 東映化学工業株式会社

ノンクレジット
- スチル写真：加藤光男

## 製作
サイボーグ半魚人の水中でのシーンは、『大アマゾンの半魚人』と同様に着ぐるみを着たまま水中演技を行なっている。変身シーンは照明効果を組み合わせたコマ落としによって表現されている。サイボーグ半魚人は撮影終了後に手直しされ、同年のテレビドラマ『悪魔くん』で「化石人」として再登場した。
アメリカ海軍所有のマンモス潜水艦、海底基地、サイボーグ半魚人のデザインを担当した成田亨は、当時円谷特技プロダクションとの契約を結んでいたため、「武庫透」名義で参加している。
特撮映画は本編班・特撮班の2班体制が組まれることが多いが、本作ではこれに水中撮影班を加えた3班体制となっている。

## 興行
日本では1966年7月1日に公開された。
1986年にポニーキャニオンからVHSが発売され、2004年に東映ビデオからDVDが発売された（型番：DSTD02368）。原版の問題から、冒頭部を含む計3か所で、数秒間黒味のほか何も映らない部分がある。放送やVOD配信においてもこの仕様が引き継がれている。